# Sestao River Club
O Sestao River Club é um clube de futebol espanhol da cidade de Sestao, no País Basco (mais precisamente na Província de Biscaia). A equipe disputa a Primera Federación B, correspondente à Terceira Divisão do Campeonato Espanhol.
Seu estádio é o Campo Municipal de Las Llanas, com capacidade de 8.905 lugares. As suas cores oficiais são verde e preto.

## História
O Sestao River foi fundado em 1996, exatamente após o Sestao Sport Club ser dissolvido por problemas de nivel financeiro. Fez sua estreia no mesmo ano, disputando as divisões inferiores do país; em sua história, alternou entre a Segunda División B e a Tercera División (equivalente à quarta divisão nacional). Seu melhor resultado foi a promoção para a Terceira Divisão em 2003-04, mas seria rebaixado na temporada seguinte.
Jamais disputou uma edição da Copa do Rei da Espanha, assim como seu antecessor.

## Uniformes
- Uniforme titular: Camisa verde com listras pretas, calção preto e meias pretas;
- Uniforme reserva: Camisa branca com uma faixa diagonal vermelha, calção branco e meias vermelhas.